# Sekondi-Takoradi Stadion
A Sekondi-Takoradi Stadion (angolul: Sekondi-Takoradi Sports Stadium, vagy Essipong Sports Stadium) különböző sportversenyek megrendezésére alkalmas, új építésű sportlétesítmény Sekondi-Takoradi városához közeli Essipongban, Ghánában. A ghánai rendezésű 2008-as Afrikai Nemzetek Kupája alkalmából épült, 20 000 néző befogadására alkalmas stadiont a ghánai Pénzügyminisztérium és Művelődési, Tudományos- és Sportminisztérium megbízásából építette a kínai óriásvállalat, a Shanghai Construction Group. A kivitelezés összköltsége 38,5 millió dollár volt, a munkálatokat 2005 decemberében kezdték és 2008 januárjában fejezik be.
A stadion tervezése és kivitelezése a FIFA által szabott irányelveknek és előírásoknak megfelelően történt. Az ovális alakú sportlétesítmény lelátója korszerű tetőszerkezetnek köszönhetően fedett, a fűfelületű pálya gumiborítású atlétikai futósávokkal határolt.
A stadion a helyi labdarúgócsapat, a Sekondi Hasaacas F.C. otthona lesz.